# カタルーニャグランプリ
カタルーニャグランプリ（カタルーニャGP、Catalan Grand Prix ）は、FIMロードレース世界選手権（MotoGP）の一戦としてスペイン・カタルーニャ州のカタロニア・サーキットで開催されるオートバイレースである。

## 概要
1996年から毎年開催されている。
スペイン国内で開催されるイベントであるが、ロードレースではすでにスペインGPが存在していたため、1カ国1グランプリの原則により開催地の名を採ってカタルーニャGPとされた。ちなみに開催地のカタロニア・サーキットでは1991年からフォーミュラ1のスペインGPが開催されている。

## 歴代優勝者
| 年   | サーキット | 125cc                      | 250cc                        | 500cc                        | 結果 |
| ---- | ---------- | -------------------------- | ---------------------------- | ---------------------------- | ---- |
| 1996 | カタロニア | 眞子智実                   | マックス・ビアッジ           | カルロス・チェカ             | 詳細 |
| 1997 | カタロニア | バレンティーノ・ロッシ     | ラルフ・ウォルドマン         | ミック・ドゥーハン           | 詳細 |
| 1998 | カタロニア | 眞子智実                   | バレンティーノ・ロッシ       | ミック・ドゥーハン           | 詳細 |
| 1999 | カタロニア | アルノー・ヴァンサン       | バレンティーノ・ロッシ       | アレックス・クリビーレ       | 詳細 |
| 2000 | カタロニア | シモーネ・サンナ           | オリビエ・ジャック           | ケニー・ロバーツ Jr.         | 詳細 |
| 2001 | カタロニア | ルーチョ・チェッキネロ     | 加藤大治郎                   | バレンティーノ・ロッシ       | 詳細 |
| 年   | サーキット | 125cc                      | 250cc                        | MotoGP                       | 結果 |
| 2002 | カタロニア | マヌエル・ポジャーリ       | マルコ・メランドリ           | バレンティーノ・ロッシ       | 詳細 |
| 2003 | カタロニア | ダニ・ペドロサ             | ランディ・ド・プニエ         | ロリス・カピロッシ           | 詳細 |
| 2004 | カタロニア | エクトル・バルベラ         | ランディ・ド・プニエ         | バレンティーノ・ロッシ       | 詳細 |
| 2005 | カタロニア | マッティア・パシーニ       | ダニ・ペドロサ               | バレンティーノ・ロッシ       | 詳細 |
| 2006 | カタロニア | アルバロ・バウティスタ     | アンドレア・ドヴィツィオーゾ | バレンティーノ・ロッシ       | 詳細 |
| 2007 | カタロニア | 小山知良                   | ホルヘ・ロレンソ             | ケーシー・ストーナー         | 詳細 |
| 2008 | カタロニア | マイク・ディ・メッリオ     | マルコ・シモンチェリ         | ダニ・ペドロサ               | 詳細 |
| 2009 | カタロニア | アンドレア・イアンノーネ   | アルバロ・バウティスタ       | バレンティーノ・ロッシ       | 詳細 |
| 年   | サーキット | 125cc                      | Moto2                        | MotoGP                       | 結果 |
| 2010 | カタロニア | マルク・マルケス           | 高橋裕紀                     | ホルヘ・ロレンソ             | 詳細 |
| 2011 | カタロニア | ニコラス・テロル           | ステファン・ブラドル         | ケーシー・ストーナー         | 詳細 |
| 年   | サーキット | Moto3                      | Moto2                        | MotoGP                       | 結果 |
| 2012 | カタロニア | マーベリック・ビニャーレス | アンドレア・イアンノーネ     | ホルヘ・ロレンソ             | 詳細 |
| 2013 | カタロニア | ルイス・サロム             | ポル・エスパルガロ           | ホルヘ・ロレンソ             | 詳細 |
| 2014 | カタロニア | アレックス・マルケス       | エステベ・ラバト             | マルク・マルケス             | 詳細 |
| 2015 | カタロニア | ダニー・ケント             | ヨハン・ザルコ               | ホルヘ・ロレンソ             | 詳細 |
| 2016 | カタロニア | ホルヘ・ナバーロ           | ヨハン・ザルコ               | バレンティーノ・ロッシ       | 詳細 |
| 2017 | カタロニア | ジョアン・ミル             | アレックス・マルケス         | アンドレア・ドヴィツィオーゾ | 詳細 |
| 2018 | カタロニア | エネア・バスティアニーニ   | ファビオ・クアルタラロ       | ホルヘ・ロレンソ             | 詳細 |
| 2019 | カタロニア | マルコス・ラミレス         | アレックス・マルケス         | マルク・マルケス             | 詳細 |
| 2020 | カタロニア | ダリン・ビンダー           | ルカ・マリーニ               | ファビオ・クアルタラロ       | 詳細 |

| 年   | サーキット | MotoE          | Moto3              | Moto2                          | MotoGP                 | 結果 |
| ---- | ---------- | -------------- | ------------------ | ------------------------------ | ---------------------- | ---- |
| 2021 | カタロニア | ミケル・ポンス | セルジオ・ガルシア | レミー・ガードナー             | ミゲル・オリベイラ     | 詳細 |
| 2022 | カタロニア | 開催なし       | イサン・ゲバラ     | チェレスティーノ・ヴィエッティ | ファビオ・クアルタラロ | 詳細 |

| 年   | サーキット | MotoE                      | MotoE                | Moto3            | Moto2                | MotoGP                     | 結果 |
| 年   | サーキット | レース1                    | レース2              | Moto3            | Moto2                | MotoGP                     | 結果 |
| ---- | ---------- | -------------------------- | -------------------- | ---------------- | -------------------- | -------------------------- | ---- |
| 2023 | カタロニア | アンドレア・マントヴァーニ | マッティア・カサデイ | ダビド・アロンソ | ジェイク・ディクソン | アレイシ・エスパルガロ     | 詳細 |
| 2024 | カタロニア | オスカル・グティエレス     | ケビン・ザンノーニ   | ダビド・アロンソ | 小椋藍               | フランチェスコ・バニャイア | 詳細 |

### ソリダリティGPの優勝者
| 年   | サーキット | Moto3            | Moto2          | MotoGP                     | 結果 |
| ---- | ---------- | ---------------- | -------------- | -------------------------- | ---- |
| 2024 | カタロニア | ダビド・アロンソ | アロン・カネト | フランチェスコ・バニャイア | 詳細 |